# ときめきがすべて
『ときめきがすべて』は、超ときめき♡宣伝部の2枚目のアルバムである。2020年12月23日にavex traxから発売された。改名前のときめき♡宣伝部時代から数えて2枚目のアルバムとなる。
超ときめき♡宣伝部への改名後、またavex traxへの移籍後初のアルバムとなる。

## 概要
超ときめき♡宣伝部がときめき♡宣伝部から超ときめき♡宣伝部への改名後、またavex trax移籍後初のCDアルバムでもある。2020年4月1日に改名する前のときめき♡宣伝部時代から通算すると前作『ときおとめ』以来約2年半ぶりとなる2枚目のアルバムとなる。
谷口鮪（KANA-BOON）、オメでたい頭でなにより、ヨシダタクミ（saji）などのアーティストが楽曲提供している。
2020年8月30日、「なつのおわりのすぺしゃる生配信」でエイベックスからの初アルバムのリリースが決定したことを発表した。
「楽曲公募プロジェクト」として、2020年10月7日 - 21日に特設サイト上で楽曲を公募した。11月11日にサクノオクレゲが作詞作曲した楽曲「7月のサイダー」を最優秀賞としてアルバムに収録することを発表した。編曲はすりぃが担当する。
10月11日には、アルバムの特設サイトがオープンした。
10月12日、アルバムに収録される楽曲「SHIBUYA TSUTAYA前で待ち合わせね！」を先行配信リリースした。10月19日には、YouTubeに動画「SHIBUYA TSUTAYA前で待ち合わせね！（としまえんver.）」を公開した。
10月21日、オメでたい頭でなによりの提供曲をアルバムに収録することを発表。10月29日には、楽曲「お届け！デリバリースター」を先行配信リリースした。
11月8日、リリースされるアルバムのタイトルが『ときめきがすべて』であると発表された。また、アルバムリード曲が「エンドレス」（KANA-BOONの谷口鮪が作詞・作曲）であることを明らかにした。
11月18日、全6形態のジャケット写真を公開した。衣装の柄になっているお花はスターチスと桔梗で、どちらにも“永遠”とか“永遠の愛”という花言葉がある。リード曲の「エンドレス」にかけた衣装になっていると同時に「宣伝部員さんへの永遠の愛」が詰まったものになっている。

## 収録曲
収録曲は全12曲。（超ときめき♡宣伝部：辻野かなみ、杏ジュリア、坂井仁香、小泉遥香、菅田愛貴、吉川ひより）
| #   | タイトル                              | 作詞                   | 作曲                                              | 編曲                       |
| --- | ------------------------------------- | ---------------------- | ------------------------------------------------- | -------------------------- |
| 1.  | 「トゥモロー最強説!!」                | MUTEKI DEAD SNAKE      | MUTEKI DEAD SNAKE                                 | MUTEKI DEAD SNAKE          |
| 2.  | 「SHIBUYA TSUTAYA前で待ち合わせね！」 | ヨシダタクミ（saji）   | ヨシダタクミ（saji）                              | 中島生也（monoralism）     |
| 3.  | 「エンドレス」                        | 谷口鮪（KANA-BOON）    | 谷口鮪（KANA-BOON）                               | 野村陽一郎                 |
| 4.  | 「恋のシェイプアップ♡ 〜超ver〜」     | MUTEKI DEAD SNAKE      | MUTEKI DEAD SNAKE                                 | MUTEKI DEAD SNAKE          |
| 5.  | 「ライオンガール」                    | 栗原暁（Jazzin' park） | 久保田真悟（Jazzin' park） 栗原暁（Jazzin' park） | 久保田真悟（Jazzin' park） |
| 6.  | 「7月のサイダー」                     | サクノオクレゲ         | サクノオクレゲ                                    | すりぃ                     |
| 7.  | 「さくら燦々」                        | 山崎あおい             | 山崎あおい                                        | 鶴﨑輝一                   |
| 8.  | 「超ときめき♡宣伝部のVICTORY STORY」  | allforone ARAKI        | 松隈ケンタ                                        | SCRAMBLES                  |
| 9.  | 「お届け！デリバリースター」          | 赤飯 ぽにきんぐだむ    | 324 赤飯                                          | オメでたい頭でなにより     |
| 10. | 「GAMUSHARA 〜超ver〜」               | 宮崎誠                 | 宮崎誠                                            | 宮崎誠                     |
| 11. | 「雨上がり」                          | 知（サイダーガール）   | 知（サイダーガール）                              | 知（サイダーガール）       |
| 12. | 「青春ハートシェイカー 〜超ver〜」    | ジンツチハシ           | ジンツチハシ                                      | ジンツチハシ               |

### トゥモロー最強説!!
- 作詞・作曲・編曲：MUTEKI DEAD SNAKE。
- 2020年8月26日にリリースしたシングル『トゥモロー最強説!!』の表題曲
- 2020年12月13日、7月18日に開催したデビューライブの映像[16]を公開した[17]。この映像は「超ときめきすぺしゃる盤」と「はねだみるみる盤」のBlu-rayに収録されている。
- 辻野かなみは「「トゥモロー最強説!!」とか1日の終わりに聞くと、その日に悔しいことや落ち込んだことがあっても『明日も頑張るぞー!!』とさせてくれます」とコメントした[18]。

### SHIBUYA TSUTAYA前で待ち合わせね！
- 新曲。作詞・作曲：ヨシダタクミ（saji）、編曲：中島生也（monoralism）。
- SHIBUYA TSUTAYA公式ソング[19]。
- 2020年10月12日に先行配信リリース。略称は「シブツタ」[20]。
- 振付：槙田紗子
- 10月25日にDance Practice VideoをYouTubeに公開した[21]
- 2020年12月19日、8月23日にさいたまスーパーアリーナで開催したライブの映像[22]を公開した[23]。この映像は「超ときめきすぺしゃる盤」と「たまありみるみる盤」のBlu-rayに収録されている。
- 坂井仁香は号泣したレコーディングを振り返り「ずっとみんなと会えていなかった時期にレコーディングだったので、歌詞がすごく響いて……。『やっとやっと また逢えたことが こんなにも嬉しくなるのは 世界で君だけ』という歌詞を私が歌っているんですけど、ファンの人と再会できる日のことを想像して歌ったら、自然と涙が出てきちゃいました」と語った[24]。

### エンドレス
- 新曲。アルバムリード曲、作詞・作曲：谷口鮪（KANA-BOON）、編曲：野村陽一郎。
- 振付：えんどぅ
- 2020年11月14日にMV[25]、2021年2月8日にライブ映像[26]、2月13日にDance Practice Video[27]を公開した。
- MVの監督をかとうみさとが務めた。それぞれのメンバーカラーに合わせたソロカットと鮮やかに彩られたプールでのダンスショットが特徴となっている[28]。三浦海岸で撮影したシーンもある。
- 坂井仁香はMVの撮影を振り返り、「「夢に天井なんてないようです」という歌詞の部分があるんですが、「本当に夢を超えて行けるんだな！」と思えましたし、これまでの“とき宣”活動で泣けるくらいの感動、泣けるくらい笑えることもいっぱいあったので、「この全部を未来に連れていくんだ！」と考えているうちに自然と涙があふれてしまいました。」と語った[29]。
- 辻野かなみがリード曲で落ちサビを任されるのは初めてで、「挫けそうになったこともたくさんあったけど諦めずに続けてきて良かったと嬉しい気持ちでいっぱいです。」とコメントした[30]。
- 吉川ひよりは「（楽曲提供した）谷口さんは、きっと私たちのことは知らなかったと思うんですけど……ずっと昔から見てくれていたんじゃないかと思うくらい、私たちの気持ちと重なる歌詞を書いてくださって、すごく嬉しいです。いつまでもずっと歌い続けていたいという気持ちとか、私たちがライブで感じる気持ちと重なるところがたくさんあって（略）」[31]と語った。
- 小泉遥香は「青春感MAXの、ロックでポップな曲になっています。どんな時に聴いても元気をくれて、ときめけるのはもちろん、個人的には少し切ない気持ちや儚い気持ちにもなれるのがこの曲の魅力です」とコメントした[32]。
- 楽曲テーマは「ときめく青春」、2023年5月21日に幕張メッセで開催された「超ときめき♡青春応援 ライブフォトコンテスト」公式テーマソングに採用された[33]。

### 恋のシェイプアップ♡ 〜超ver〜
- 作詞・作曲・編曲：MUTEKI DEAD SNAKE。
- 2019年10月9日にリリースしたシングル『恋のシェイプアップ♡』表題曲の超ときめき♡宣伝部バージョンである。

### ライオンガール
- 新曲。作詞：栗原暁（Jazzin' park）、作曲：久保田真悟（Jazzin' park） / 栗原暁（Jazzin' park）、編曲：久保田真悟（Jazzin' park）。
- 「DEADHEAT」、「プリンセスプリンセスプリンセス」、「TRAP」を提供したJazzin' park（久保田真悟 栗原暁）による楽曲
- 振付：槙田紗子
- 2021年1月24日にDance Practice VideoをYouTubeに公開した[34]。
- 坂井仁香は「今までにない、K-POPっぽいダンスナンバーになっててとにかくかっこいい」「ライオンの声が入ってたり、離さないって歌ったり、肉食系女子みたいな感じ」とコメントした[35]。

### 7月のサイダー
- 新曲。作詞・作曲：サクノオクレゲ、編曲：すりぃ。
- 2021年1月31日にDance Practice Video[36]、2月21日にライブ動画[37]をYouTubeに公開した。
- 「楽曲公募プロジェクト」により選出された楽曲[4]。
- 作詞・作曲したサクノオクレゲは曲のテーマについて「まず夏の曲を作りたいと思ったのが始まりで。その中でも切ない感じの曲にしたかったので、恋愛をテーマに別れを描くことにしました。」とコメントした[38]。サクノオクレゲは尚美ミュージックカレッジ専門学校の学生で[39]、YouTube[40]に楽曲を公開している。Twitter[41]では7月のサイダーのセルフカバー[42]を公開している。
- 編曲を担当したすりぃは「何処かでボカロっぽさを感じていただければいいなと思い、リリースカットピアノやフレーズを意識してバキバキなサウンドを目指しました。」とコメントした[38]。
- 第10回アイドル楽曲大賞2021 メジャーアイドル楽曲部門 第4位。

### さくら燦々
- 新曲。さくらさんさん。作詞・作曲：山崎あおい、編曲：鶴﨑輝一。
- 2021年2月28日にライブ動画[43]、5月5日にスタンドマイクでのライブ動画[44]をYouTubeに公開した。
- 振付：槙田紗子
- 3月28日にDance Practice Video[45]を公開した。
- 楽曲を提供した山崎あおいは「春に合わせて、ストレートな桜ソングを書かせていただきました。」とコメントしている[46]。
- 辻野かなみは「春にぴったりの曲です。卒業式に聴くと、より心に響くんじゃないかなと思います。別れの歌ではあるけど、決して悲しいわけではない、前向きさがあります」とコメントした[31]。

### 超ときめき♡宣伝部のVICTORY STORY
- 作詞：allforone / ARAKI、作曲：松隈ケンタ、編曲：SCRAMBLES。
- 2019年4月10日にリリースされたシングル『ときめき♡宣伝部のVICTORY STORY』表題曲の超ときめき♡宣伝部バージョンである。

### お届け！デリバリースター
- 新曲。作詞：赤飯 / ぽにきんぐだむ、作曲：324 / 赤飯、編曲：オメでたい頭でなにより。
- 2020年10月29日に先行配信リリース
- テレビ愛知『ウチいくらで売れそう！？　～あなたのお家をリアル査定～』（2021年1月 - 、出演：武井壮）テーマソング[47]
- 楽曲を提供したオメでたい頭でなによりは、「リスナーの皆さんに笑顔を届けに行く彼女たち、「変身ヒロイン」をイメージして作りました。今までになかった一面が引き出せたらと考えてます。ファンのみなさんにとっては現場がボーナスステージになるような曲になっています！」とコメントしている[10]。
- 赤飯は「彼女たちそれぞれのキャラがこの曲の中でしっかりと提示出来て、とにかくブチあがるけど最後はなんだか謎の感動が現場を包んでいる曲」を目標に制作した[48]。
- 振付：槙田紗子
- 12月2日にDance Practice Video[49]を公開した。
- 曲中の歌詞の一節「今日も明るく元気よく」は吉川ひよりが好きな言葉である[30]。
- デリバリーしているのは「インドカレー」。「ご注文はナンですか？」のナン、「ごめんなチャイ」のチャイのように関連したフレーズが歌詞中に登場する。
- 坂井仁香はこの曲に関連して「私たちは目が合った瞬間。ときめきを即配でビューンとお届けします（笑）。」と話した[50]。
- 菅田愛貴は「かなみんの「クーポン拳！」と、ジュリアちゃんの「ときめき旋風脚！」っていうところがセリフっぽくなっているので、そこも注目してほしい」と注目ポイントを挙げた[24]。
- 小泉遥香はオメでたい頭でなによりのことが以前から好きで「憧れの人に楽曲を提供していただけると知ったときはすごくうれしかったです。」と語った[38]。

### GAMUSHARA 〜超ver〜
- 作詞・作曲・編曲：宮崎誠。
- 2018年7月21日のワンマンライブで初披露され[51]、2019年4月10日にときめき♡宣伝部として配信リリースした楽曲「GAMUSHARA」の超ときめき♡宣伝部バージョンである。
- ガムシャラに夢に向かって突き進んでいく、とき宣の決意が込められた曲[52]
- 2018年10月に加入した杏ジュリアは自身がとき宣に入って最初にレコーディングに参加したこの曲について「自分にすごく刺さったというか、この曲にすごく背中を押してもらったので、こちらも思い入れの強い曲です」[53]と語った。
- 杏ジュリア加入後初の「ときめき♡宣伝部のどきどき♡クリスマスパーティー」（2018年12月24日）にて、最初と最後に2回披露された[54]。
- プロ野球 読売ジャイアンツ 大江竜聖投手の登場曲（2023年）

### 雨上がり
- 新曲。作詞・作曲・編曲：知（サイダーガール、知の読みは「とも」）
- 2021年2月14日にライブ動画[55]をYouTubeに公開した。
- 楽曲を提供したサイダーガールの知は「一瞬の煌めきや、儚さを、素敵な歌声で表現して頂きました。憂鬱な天気や気分も、この曲を聴いて跳ね除けてもらえたらと思います。」とコメントしている[56]。
- 吉川ひよりは「イントロを聴いた瞬間、心が跳ねるような感じがある曲で、全体を通して雨のあとに空が晴れわたって、きれいな虹がかかるイメージがある曲」とコメントした[57]。

### 青春ハートシェイカー 〜超ver〜
- 作詞・作曲・編曲：ジンツチハシ。
- 2019年4月10日にリリースしたシングル『ときめき♡宣伝部のVICTORY STORY/青春ハートシェイカー』表題曲「青春ハートシェイカー」の超ときめき♡宣伝部バージョンである。

## コラボキャンペーン
- 「SHIBUYA TSUTAYA前で待ち合わせね！」SHIBUYA TSUTAYA公式ソングに決定[58]

これに伴って、SHIBUYA TSUTAYAにて、メンバーが選ぶおすすめ書籍コーナー展示やSHIBUYA TSUTAYA購入者限定オリジナルステッカーのプレゼントが行われ、発売日当日には公式キャラクター「パブりん」が駆け付けた。
- タワーレコード 推しメン応援店舗でロックオン♡コラボ[60]

対象商品購入者に対して”推しメン”のオリジナルコラボポストカードと直筆サイン入りコメントをプリントした特別レシートをプレゼント、コラボポスターの掲示やメッセージ動画の放映も合わせて行われた。
- 強力箱推し応援店 TOWERminiダイバーシティ東京プラザ店POP UP SHOP

対象商品購入者に対してオリジナルコラボポストカードと全員の直筆サイン入りコメントをプリントした特別レシートをプレゼント、パネル展および展示されたパネルのプレゼント企画、衣装展、ARタペストリー設置、オフィシャルグッズ販売が行われた。